# Rastellus narubis
Rastellus narubis is een spinnensoort uit de familie Ammoxenidae. De soort komt voor in Namibië.